# Ptochophyle innotata
Ptochophyle innotata är en fjärilsart som beskrevs av W. Warren 1896. Ptochophyle innotata ingår i släktet Ptochophyle och familjen mätare. Inga underarter finns listade.